# Senostoma longipes
Senostoma longipes là một loài ruồi trong họ Tachinidae.